# THK Twer
THK Twer (ros. ТХК Тверь) – rosyjski klub hokeja na lodzie z siedzibą w Twerze.

## Historia
Chronologia nazw
- Spartak Kalinin (1949–1952)
- SKWO Kalinin (1952–1961)
- SKA MWO Kalinin (1961–1990)
- Egida Twer (1990–1992)
- Mars Twer (1992–1994)
- Zwiezda Twer (1994–1995)
- THK Twer (1995–)
  - HK MWD Twer (2004–2007)
  - HK MWD Bałaszycha (2007–2010)

Pierwotnie został utworzony jako Spartak Kalinin. Jako THK funkcjonuje od 1999. W 2004 roku Ministerstwo Spraw Wewnętrznych Rosji postanowiło o stworzeniu własnej drużyny hokejowej, co zapoczątkowało powstanie klubu HK MWD Bałaszycha, który zaistniał po przeniesieniu drużyny MWD Twer do Podolska w obwodzie moskiewskim i występował w rozgrywkach KHL (później w 2010 roku przeprowadzono fuzję MWD z Dinamo Moskwa, w wyniku której powstał nowy klub OHK Dinamo', zaś od 2011 działa już jako Dinamo Moskwa).
Po tychże zmianach zawodnicy THK zostali włączeni do kadry nowego klubu MWD, zaś pod nazwą THK Twer występował nadal zespół juniorski oraz drużyna rezerwowa w ówczesnych rozgrywkach Pierwaja Liga. W 2009 roku zespą awansował do drugoligowych rozgrywek Wysszaja Liga, gdzie występował przez rok. W związku z utworzeniem w 2010 roku nowych drugoligowych rozgrywek Wysszaja Chokkiejnaja Liga, THK przeniesiono ponownie do Pierwaja Liga. Od sezonu 2012/2013 THK Twer występuje w lidze WHL. Od tego czasu stanowił klub farmerski stowarzyszony z CSKA Moskwa. Później został klubem podległym dla Witiazia Podolsk.
Drużyną juniorską został zespół Twiericzi występująca w rozgrywkach MHL-B.

## Sukcesy
- Złoty medal wyższej ligi: 1957 jako SKWO Kalinin, 2005 jako HK MWD
- Brązowy medal RHL: 2012
- Brązowy medal WHL: 2015, 2016
- Pierwsze miejsce w sezonie zasadniczym WHL: 2016